# Steven Isserlis
Steven Isserlis   (Londres, 19 de desembre de 1958) és un violoncel·lista anglès. Es distingeix pel seu repertori divers, el so distintiu que utilitza amb l'ús de cordes intestinals i el domini del fraseig.

## Adolescència i estudis
Isserlis va néixer en el si d'una família musical. El seu avi, Julius Isserlis, que era jueu rus, era un dels dotze músics autoritzats a deixar Rússia als anys vint per promoure la cultura russa, però mai no va tornar. Al programa de mitjans de setmana del 29 de gener de 2014, Steven Isserlis va revelar que a l'arribar a Viena el 1922, el seu avi i pare pianista van trobar un pis, però la propietària de 102 anys es va negar a acollir un músic, perquè la seva tia tenia un inquilí músic anterior que era sorollós i escopia a terra; aquest inquilí era Ludwig van Beethoven. La mare de Steven era professora de piano i el seu pare era un aficionat músic aficionat. La seva germana Annette és violinista i la seva altra germana Rachel és violinista. Isserlis ha descrit com "tocar música, tocar junts" va ser una part integral de la seva primera vida familiar.
Va anar a la "City of London School", que va deixar als 14 anys per traslladar-se a Escòcia per estudiar sota la tutela de Jane Cowan. Del 1976 al 1978 Isserlis va estudiar al Conservatori Superior de Música d'Oberlin amb Richard Kapuscinski. Des de la seva joventut, Daniil Shafran ha estat el seu heroi de violoncel, de qui Isserlis ha descrit com "el seu vibrato, el seu fraseig, el seu ritme pertanyien a un tot únic...Era incapaç de tocar una nota de manera insincera; la seva música parlava des de ànima". El nom 'Isserlis' és una de les moltes variacions europees del nom hebreu 'Israel'.

## Vida professional
Steven Isserlis actua en solitari, en concerts de cambra i amb orquestra. És un ferm defensor dels compositors menys coneguts i d'un major accés a la música per al públic més jove. Isserlis aposta per una interpretació autèntica i actua amb freqüència amb les orquestres d'instruments més importants del període. Ha presentat Beethoven amb el pianista Robert Levin a Boston i Londres, i el Concert per a cellod'Antonín Dvořák amb la Orquestra de el Segle de les Llums al comandament de Sir Simon Rattle. També ha publicat diverses edicions i arranjaments, principalment per a "Faber Music", i va ser assessor en noves edicions de les sonates per a violoncel i variacions de violoncel de Beethoven, així com dels concerts per a violoncel de Dvořák i Elgar. Va encarregar una nova finalització del concert per a violoncel de Prokófiev al musicòleg Vladimir Blok, que es va estrenar l'11 d'abril de 1997 a Cardiff, amb lOrquestra Nacional de Gal·les de la BBC dirigida per Mark Wigglesworth. A l'altre extrem de l'espectre, Isserlis ha estrenat obres dels compositors John Tavener (que va escriure The Protecting Veil especialment per al violoncel·lista), Lowell Liebermann, Carl Vine, David Matthews, John Woolrich, Wolfgang Rihm, Mikhail Pletnev i Thomas Adès.
Isserlis toca el violoncel "Marquis de Corberon" cedit per la Royal Academy of Music. També és propietari parcial d'un violoncel de "Montagnana del 1740" i d'un violoncel "Guadagnini del 1745"", que va tocar exclusivament del 1979 al 1998 i amb David Waterman, violoncel·lista del Quartet Endellion. El seu "De Munck Stradivarius" va ser retornat a la "Nippon Music Foundation" el maig de 2011. Isserlis va debutar dirigint del violoncel el febrer de 2008, amb lOrquestra de Cambra d'Irlanda al "National Concert Hall de Dublín".
Ha organitzat diversos festivals amb col·laboradors amb esdevenidor com Joshua Bell, Stephen Hough, Mikhail Pletnev, András Schiff, Denes Varjon, Olli Mustonen i Tabea Zimmermann, i els actors Barry Humphries i Simon Callow. És director artístic del "International Musicians Seminar, Prussia Cove", a West Cornwall, on actua i ensenya.
Els enregistraments d'Isserlis reflecteixen l'amplitud i l'eclecticisme del seu repertori. La seva versió més recent de revisions per a "BIS" inclou arranjaments i reconstrucció d'obres de Debussy, Ravel, Prokófiev i Bloch. per a "Hyperion Records", Isserlis ha gravat la música de Schumann per a violoncel i piano amb Dénes Várjon, i les suites completes de violoncel solistes de Bach, que ha guanyat nombrosos premis, inclòs el disc de l'any de "Listeners a la BBC". Ressenya de CD de Radio 3, disc instrumental de l'any de "Gramophone", i "Critic's Choice" al Classical Brits del 2008. Altres llançaments inclouen dos enregistraments amb Stephen Hough: les sonates Brahms, junt amb obres d'Antonín Dvořák i Josef Suk; un disc molt aclamat de música per a violoncel infantil per a "BIS Records"; i un enregistrament amb Thomas Ades de la seva nova peça Lieux Retrouves. Els darrers llançaments van incloure un disc el 2013 del Concert per a violoncel de Dvorak amb Daniel Harding i la Mahler Chamber Orchestra a "Hyperion" i les sonates per a violoncel completes de Martinu, juntament amb una sonata per a violoncel d'Olli Mustonen i Malinconia de Sibelius amb el pianista/compositor Olli Mustonen al segell "BIS" el 2014 que va rebre una nominació als Grammy.
El 2017, la seva gravació dels concerts per a violoncel de Haydn va ser nominada al premi Grammy.

## Escrits
Steven Isserlis és l'autor de dos llibres per a nens sobre la vida de compositors famosos: el primer és Per què Beethoven va tirar el guisat? ("Faber & Faber", 2001) i el segon és Per què Haendel va moure la seva perruca ("Faber & Faber", 2006). També ha escrit tres històries que han estat musicades per la compositora guanyadora de l'Oscar Anne Dudley. El primer de la sèrie Little Red Violin (el violoncel gran i dolent) va rebre la seva primera actuació a Nova York el març del 2007, seguit de Goldipegs and the Three Cello , i Cindercella (publicat per Universal Edition), Viena). També ha fet diverses incorporacions per a "Faber Music" i sheetmusicnow.com. El setembre de 2016, "Faber & Faber" va publicar el seu llibre dirigit als joves músics Advice to Young Musicians Revisited de Steven Isserlis, de Robert Schumann.

## Honors
Va ser nomenat Comandant de l'Orde de l'Imperi Britànic (CBE) el 1998 i va recollir el seu guardó amb el seu pare, ja que la seva mare havia mort a principis d'aquella setmana. Va rebre el premi Robert Schumann de la ciutat de Zwickau el 2000.

## Vida personal
La seva dona Pauline Mara, flautista, va morir de càncer el juny del 2010.